# ロスチスラフ・ウラジミロヴィチ (トムタラカニ公)
ロスチスラフ・ウラジミロヴィチ（ロシア語: Ростислав Владимирович、1038年頃 - 1067年2月3日）はキエフ大公ヤロスラフ1世の孫、ノヴゴロド公ウラジーミル・ヤロスラヴィチの子である。ロストフ公：？ - 1057年、ヴォルィーニ公：1057年 - 1064年、トムタラカニ公：1064年 - 1067年。

## 生涯
1052年に父が死んだ後、ロスチスラフはキエフ大公位の継承権を失い、クニャージ・イズゴイとなった。ロスチスラフの最初の所領はロストフ公国だった。1057年にスモレンスク公ヴャチェスラフが死に、その兄弟でヴォルィーニ公だったイーゴリがスモレンスク公となると、ロスチスラフはおじに当たるキエフ大公イジャスラフからヴォルィーニ公位を与えられた。
しかし自分の境遇に不満を持つロスチスラフは、1064年にヴォルィーニを放棄し、いとこのグレプが領有していたトムタラカニ(ru)を占領した。その際、ロスチスラフの父ウラジーミルの側近だった、ノヴゴロドのヴォエヴォダ（軍司令官）のヴィシャタとポレーがロスチスラフを支援した。グレプの父であるチェルニゴフ公スヴャトスラフの軍勢が迫ると、トムタラカニを放棄したが、スヴャトスラフの軍勢が去るとすぐに、再びグレプを追放して統治を始め、近隣の人々からダーニ（貢税）を徴収した。しかし、このようなロスチスラフの勢力の強大化は、ヘルソネスの人々の不安をあおり、ヘルソネスから派遣された使者によって毒殺された。

## 妻子
V.タチシチェフ(ru)は、1060年代にハンガリー王女（それはおそらくベーラ1世の娘・ランカ）と結婚したという説を唱えた（他の歴史家はこの説に賛同も反論もしていない）。子には以下の人物がいる。
- リューリク - ペレムィシュリ公
- ヴォロダリ - ズヴェニゴロド公
- ヴァシリコ - テレボヴリ公